# Marcia Garbey
Marcia Garbey (Marcia Alejandra Garbey Momtell; * 9. Februar 1949 in Santiago de Cuba; † 1. Januar 2024 ebenda) war eine kubanische Weitspringerin, Hochspringerin, Sprinterin und Fünfkämpferin.
Bei den Zentralamerika- und Karibikspielen 1966 gewann sie Bronze im Weitsprung.
1967 siegte sie bei den Leichtathletik-Zentralamerika- und Karibikmeisterschaften im Hochsprung und holte Silber im Weitsprung. Bei den Panamerikanischen Spielen in Winnipeg wurde sie Sechste im Weitsprung und siegte in der 4-mal-100-Meter-Staffel.
1968 schied sie im Weitsprung bei den Olympischen Spielen in Mexiko-Stadt in der Qualifikation aus. 1969 gewann sie bei den Zentralamerika- und Karibikmeisterschaften erneut Silber im Weitsprung.
Bei den Zentralamerika- und Karibikspielen 1970 siegte sie im Weitsprung und errang Silber im Fünfkampf. 1971 folgten Silber im Weitsprung und Bronze im Fünfkampf bei den Zentralamerika- und Karibikmeisterschaften und ein siebter Platz im Weitsprung bei den Panamerikanischen Spielen in Cali.
Bei den Olympischen Spielen 1972 in München wurde sie Vierte im Weitsprung. Ebenfalls im Weitsprung siegte sie bei den Zentralamerika- und Karibikmeisterschaften 1973 und den Zentralamerika- und Karibikspielen 1974 und wurde Fünfte bei den Panamerikanischen Spielen 1975 in Mexiko-Stadt.
1972 wurde sie Siegerin der international ausgeschriebenen Polnischen Meisterschaft im Weitsprung. Ihre persönliche Bestleistung in dieser Disziplin von 6,62 m stellte sie am 5. September 1975 in Havanna auf.